# Alberto Della Beffa
Alberto Della Beffa (24 agosto 1914 – Canton Uri, 12 agosto 1969) è stato un bobbista italiano.

## Biografia
Nato nel 1914, a 37 anni partecipò ai Giochi olimpici di Oslo 1952, sia nel bob a due sia nel bob a quattro. Nel primo, in coppia con Dario Colombi, chiuse 10º con il tempo totale di 5'37"22, mentre nel secondo, insieme allo stesso Colombi e a Dario Poggi e Sandro Rasini, arrivò di nuovo 10º in 5'19"62.
Ai campionati italiani vinse 7 medaglie: 2 bronzi nel bob a due e 3 ori e 2 bronzi in quello a quattro.
Morì in un incidente aereo nel Canton Uri, in Svizzera, nel 1969, pochi giorni prima di compire 55 anni.